# 제라르메 국제 판타스틱 영화제
제라르메 국제 판타스틱 영화제(Festival international du film fantastique de Gérardmer, 1994년부터 2008년 사이의 명칭: 판타스틱'아츠/Fantastic'Arts)는 공포 및 SF 영화의 국제 영화제이며 1994년부터 프랑스 보주산맥 제라르메에서 해마다 1월 말에 열린다. 1973년부터 1993년까지 20년 동안 아보리아즈에서 개최된 초기 영화제를 대체한다.

## 최우수상
- 천상의 피조물 (1994년 영화)
- 스크림 (1996년 영화)
- 파리의 늑대인간
- 큐브 (1997년 영화)
- 스터 오브 에코
- 어두컴컴한 물밑에서
- 장화, 홍련
- 오퍼나지 - 비밀의 계단
- 렛 미 인 (2008년 영화)
- 더 도어
- 김복남 살인 사건의 전말
- 베이비콜
- 마마 (2013년 영화)
- 미스 좀비
- 팔로우 (영화)
- 본 토마호크
- 로우 (영화)
- 베스와 베라
- 세인트 모드
- 포제서

## 특별상
- 무언의 목격자 (영화)
- 가타카
- 사탄의 인형 4: 처키의 신부
- 네임리스 (영화)
- 악마의 등뼈
- 쏘우 (영화)
- 알.이.씨
- 더 문
- 어웨이크닝 (영화)
- 디 엔드: 인류 최후의 날
- 마마 (2013년 영화)
- 바바둑
- 더 보이스 (영화)
- 엑스 마키나 (영화)
- 언싱커블 (2018년 영화)

## 대중상
- 2009 로스트 메모리즈
- 알.이.씨
- 미드나잇 미트 트레인
- 악마를 보았다
- 마마 (2013년 영화)
- 바바둑
- 더 보이스 (영화)
- 멜라니: 인류의 마지막 희망인 소녀
- 베스와 베라